# Medio de transporte (microbiología)
Un medio de transporte en microbiología, es un medio de cultivo que es capaz de mantener viva una muestra o cepa de microorganismos por un periodo prolongado, manteniendo a los microorganismos vivos y sobre todo sin alterar su concentración. 

## Características
Los medios de transporte deben cumplir con los siguientes criterios:
- almacenamiento temporal de los especímenes que se transportan al laboratorio para su cultivo.
- mantener la viabilidad de todos los organismos presentes en la muestra sin alterar su concentración.
- Solo contienen buffers y la sal.

- falta de carbono, nitrógeno, y factores de crecimiento orgánico con el fin de evitar la multiplicación microbiana.
- medios de transporte utilizados en el aislamiento de anaerobios deben estar libres de oxígeno molecular.

Ejemplos de medios de transporte son:
- Caldo de Tioglicolato para anaerobios estrictos.
- Medio de transporte Stuart : Medio destinado a la recolección, transporte y preservación de muestras clínicas aptas para exámenes bacteriológicos. Es útil para mantener la viabilidad de gonococos y de otros microorganismos de difícil desarrollo.
- Venkat-Ramakrishnan (VR) medio para el V. cholerae.
- Amies-carbón: Medio Amies con carbón activado se utiliza para secreciones de heridas y urogenital , para el cultivo y aislamiento de gérmenes fastidiosos , tratados o en tratamiento con antimicrobianos y/o expuestos a metabolitos tóxicos para su desarrollo. .V. cholerae permanece viable y cultivable durante sesenta días en el medio de transporte Amies con carbón